# Gouverneur général de la Fédération de Rhodésie et du Nyassaland
Le gouverneur général de la Fédération de Rhodésie et du Nyassaland est le représentant de la Couronne britannique dans la Fédération qui regroupa, de 1953 à 1963, le Nyassaland (actuel Malawi), la Rhodésie du Nord (actuelle Zambie) et la Rhodésie du Sud (actuel Zimbabwe).

## Gouverneur général de la Fédération de Rhodésie et du Nyassaland
| Portrait               | Titulaire                                     | Début du mandat  | Fin du mandat    | Remarques              |
| ---------------------- | --------------------------------------------- | ---------------- | ---------------- | ---------------------- |
| John Jestyn Llewellin  | John Jestyn Llewellin (1893-1957)             | 4 septembre 1953 | 24 janvier 1957  | Mort en fonction       |
| Illustration manquante | Sir Robert Clarkson Tredgold (en) (1899-1977) | 24 janvier 1957  | Février 1957     | Gouverneur intérimaire |
| Illustration manquante | Sir William Lindsay Murphy (en) (1888-1965)   | Février 1957     | 8 octobre 1957   | Gouverneur intérimaire |
| Illustration manquante | Simon Ramsay (1914-1999)                      | 8 octobre 1957   | Mai 1963         |                        |
| Humphrey Gibbs         | Sir Humphrey Gibbs (en) (1902-1990)           | Mai 1963         | 31 décembre 1963 | Gouverneur intérimaire |